# Anabarhynchus adornatus
Anabarhynchus adornatus är en tvåvingeart som beskrevs av Lyneborg 2001. Anabarhynchus adornatus ingår i släktet Anabarhynchus och familjen stilettflugor. Inga underarter finns listade i Catalogue of Life.